# Gumersind Sensada i Llagostera
Gumersind Sensada i Llagostera (Puig-reig, Berguedà, 19 de març de 1908 - Manresa, Bages, 6 de març de 1992) fou un compositor de sardanes.
Va fer els estudis musicals amb els mestres locals de Puig-reig i el 1928 es traslladà a Manresa on els prosseguí amb el mestre Antoni Vilaseca. En aquesta època (1931) va ser cantaire de l'Orfeó Manresà. Després de la guerra va tenir inicis autodidactes amb l'acordió diatònic i l'harmònica, que prosseguí. Fou cantaire de la coral Font del Fil i de la coral Harmonia, del casal d'avis de la Generalitat de Manresa.

## Obres
És autor de les sardanes següents:
- A la ben plantada
- Coral Font del Fil
- El mil·lenari de la Independència de Catalunya
- El passeig de Manresa
- Els sardanistes
- La Conxita i els amics del Pujolet
- La vostra sardana
- Les noies del Bages
- Manresa mil cent
- Sorpresa